# يفغيني كوزنيتسوف
يفغيني كوزنيتسوف (30 أغسطس 1961 في روسيا - ) هو مدرب كرة قدم ولاعب كرة قدم كوريا الجنوبية وروسي (وحمل سابقاً جنسية الاتحاد السوفيتي) في مركز الوسط، شارك في الألعاب الأولمبية الصيفية 1988. ولعب مع سبارتاك موسكو وشينيك ياروسلافل ولوكوموتيف موسكو ونادي أوسترس ونادي نوركوبنغ ونادي كارلسكرونا ‏ وتشونام دراغونز وMjällby AIF ‏ وSkellefteå FF ‏.

## وصلات خارجية
- يفغيني كوزنيتسوف على موقع الاتحاد الدولي (مؤرشف)  (الإنجليزية)
- يفغيني كوزنيتسوف على موقع دوري كوريا الجنوبية (الإنجليزية)
- يفغيني كوزنيتسوف على موقع قاعدة بيانات كرة القدم.إي يو (الإنجليزية)
- يفغيني كوزنيتسوف على موقع أوليمبيديا (الإنجليزية)